# Syntrechalea robusta
Espèce
Syntrechalea robusta est une espèce d'araignées aranéomorphes de la famille des Trechaleidae.

## Distribution
Cette espèce est endémique du Brésil. Elle se rencontre au Tocantins et au Mato Grosso.

## Description
Le mâle holotype mesure 7,47 mm, sa carapace mesure 4,15 mm de long sur 3,98 mm de large et l'abdomen 3,32 mm de long.

## Publication originale
- Silva & Lise, 2010 : Two new species and new records of Syntrechalea (Araneae:Lycosoidea: Trechaleidae) from Brazil. Zoologia (Curitiba),vol. 27, no 3, p. 408-412 (texte intégral).